# Толстиково (Рамешковский район)
Толстиково — деревня в Рамешковском районе Тверской области.

## География
Находится в восточной части Тверской области на расстоянии приблизительно 26 км на юг по прямой от районного центра поселка Рамешки.

## История
В XIX веке земли вокруг русского сельца Толстиково находились во владении помещика дворянина В. Н. Трубникова. В 1859 году в нем было 9 дворов, в 1887 — 1 двор. В имении ежегодно нанимали работников. Вел хозяйство управляющий. В 1920-х годах там некоторое время работала сельскохозяйственная коммуна, затем размещалась школа, больница, детский дом-интернат, дом инвалидов. В 1943 году было отмечено 7 хозяйств колхозников. В 2001 году в 3 домах жили местные жители, 2 дома принадлежало наследникам и дачникам. В усадебном комплексе — пруд и небольшой парк. До 2021 входила в сельское поселение Кушалино Рамешковского района до их упразднения.

## Население
Численность населения: 106 человек (1859 год), 61 (1989 год), 5 (узбеки 100 %) в 2002 году, 7 в 2010.